# جوب غوهر عليا
جوب غوهر عليا (بالفارسية: جوب گوهر علیا) هي قرية تقع في قسم نبوت الريفي (مقاطعة إيوان) في إيران. يقدر عدد سكانها بـ 320 نسمة .